# Vittorina Vivenza
Vittorina Vivenza (Villalba, 6 giugno 1912 – Aosta, 3 aprile 2007) è stata una discobola e velocista italiana, finalista ai Giochi olimpici di Amsterdam 1928 con la staffetta 4 × 100 m.

## Biografia
Nacque in Sicilia perché il padre, valdostano si trovava lì per lavoro in quel periodo: il genitore fece poi ritorno ad Aosta portando con sé lei, che all'epoca aveva solo due anni.
Fu medaglia di bronzo nel lancio del disco ai Giochi mondiali femminili di Praga 1930 con la misura di 35,23 m.
La Vivenza era atleta versatile, in grado di primeggiare sia nelle gare di velocità che nel lancio del disco; tentò di cimentarsi anche nel salto in alto da fermo, disciplina che all'epoca faceva parte del programma olimpico e che ha avuto tra i suoi massimi esponenti il saltatore statunitense Ray Ewry detto la rana.
Morì ad Aosta il 3 aprile 2007 all'età di 94 anni.

## Curiosità
- Alcuni almanacchi riportano una sua partecipazione anche al lancio del disco ai Giochi olimpici di Amsterdam 1928, tuttavia i rapporti ufficiali accreditano l'altra azzurra Piera Borsani.

## Palmarès
| Anno | Manifestazione            | Sede      | Evento           | Risultato | Prestazione | Note |
| ---- | ------------------------- | --------- | ---------------- | --------- | ----------- | ---- |
| 1928 | Giochi olimpici           | Amsterdam | 4×100 metri      | 6ª        | 53"6        |      |
| 1930 | Giochi mondiali femminili | Praga     | Lancio del disco | Bronzo    | 35,23 m     |      |

## Campionati nazionali
1925
- Argento ai campionati italiani assoluti, staffetta 4 × 75 m - 46" 1/5

1926
- Argento ai campionati italiani assoluti, pentathlon - 13 p.
- Bronzo ai campionati italiani assoluti, salto in lungo - 4,01 m
- Argento ai campionati italiani assoluti, lancio del disco - 43,01 m
- Oro ai campionati italiani assoluti, salto in lungo da fermo - 2,21 m
- Argento ai campionati italiani assoluti, getto del peso a due mani - 13,89 m
- Bronzo ai campionati italiani assoluti, lancio del giavellotto a due mani - 37,91 m

1927
- Argento ai campionati italiani assoluti, 100 m piani
- Oro ai campionati italiani assoluti, salto in lungo - 4,81 m

1928
- Oro ai campionati italiani assoluti, lancio del disco - 33,05 m
- Bronzo ai campionati italiani assoluti, salto in lungo - 4,82 m

1929
- Oro ai campionati italiani assoluti, lancio del disco - 35,38 m
- Argento ai campionati italiani assoluti, triathlon - 96 p.

1930
- Oro ai campionati italiani assoluti, lancio del disco - 35,32 m
- Argento ai campionati italiani assoluti, salto in lungo - 4,72 m
- Oro ai campionati italiani assoluti, salto in lungo da fermo - 2,33 m